# Ateuchus howdeni
Ateuchus howdeni – gatunek chrząszcza z rodziny poświętnikowatych i plemienia Ateuchini.
Gatunek ten opisany został w 1996 roku przez Berta Kohlmanna.
Ciało długości od 4,2 do 5,6 mm i szerokości od 2,6 do 3,7 mm, jajowate i silnie wypukłe, z wierzchu ciemnobrązowe do czarnego ze czerwonym połyskiem metalicznym na głowie i przedpleczu, pod spodem czerwono-brązowe. Zaokrąglone zęby nadustka są rozdzielone szerokim u samców i umiarkowanie szerokim u samic V-kształtnym wcięciem. Przedplecze całkowicie obrzeżone z przodu. Rzędy pokryw słabo wgłębione, u wierzchołka tylko nieco silnieje. Powierzchnia pokryw i pygidium gładka i drobno punktowana. Samiec ma wewnętrzną torebkę edeagusa wyposażoną w mełe kolce, dwa haczyki i trzy blaszki wierzchołkowe.
Chrząszcz neotropikalny, znany z Panamy i Kostaryki.